# Ateliers de construction de La Meuse

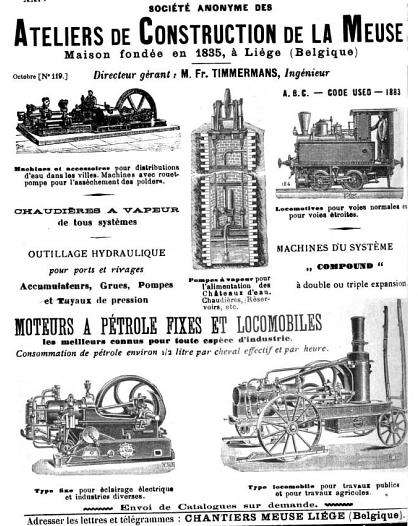
Publicité de la SA des Ateliers de Construction de la Meuse en date du 1905

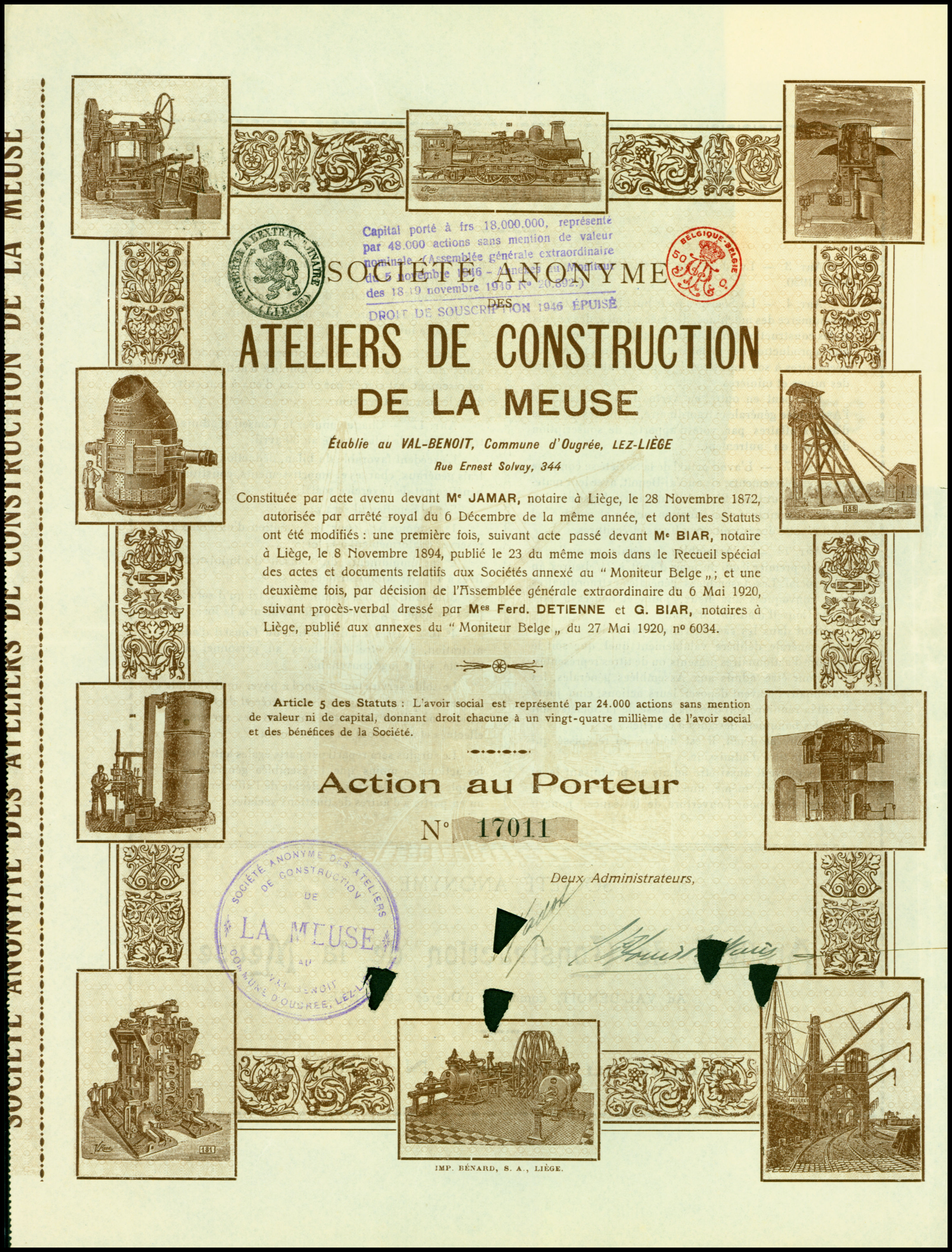
Action de la SA des Ateliers de Construction de la Meuse en date du 27 mars 1920

La société anonyme des Ateliers de construction de La Meuse parfois dénommée « La Meuse », est une entreprise belge, située à Liège, qui a notamment produit du matériel roulant ferroviaire, principalement des locomotives à vapeur.
Le nom actuel est Les Ateliers de la Meuse.

## Histoire
Les origines remontent au XVIe siècle, et les ateliers furent transférés à Liège en 1835 et prirent leur nom définitif en 1872 sous l'impulsion de Charles Marcellis, un maître de forges à Liège, en Belgique.
La Meuse a construit 1350 locomotives à vapeur de 1888 à 1958 dont la plupart ont été construites pour des réseaux industriels. Elle fut également un des fournisseurs des Chemins de fer de l’État belge avec entre-autres des Type 8, 9, 10, 36, 23.
L'entreprise existe toujours, se concentrant sur la chaudronnerie, la mécanique et le montage d'ensembles de grandes dimensions dont les marchés principaux sont le nucléaire, le médical et le spatial.
En mars 2024, les Ateliers de la Meuse sont repris par le groupe français Alfeor.

## Locomotives préservées
- MF 83 dite "Christiane" : Locomotive type 030T (locomotive-tender) de 38,5 t. Construite par "Les ateliers de la Meuse" (Liège) en 1916. D'abord sauvegarder par le CFV3V (à Mariembourg), elle a été vendue il y à quelques années au "Train des Rêves" (B&B) à Dracy-Saint-Loup (France).
- AD[2]07, 08 et 09 : Locomotives à vapeur type 040T de 55 t. Construites par les "Ateliers de la Meuse" à Liège dans les années 1950.
  - AD 07 est visible au Train 1900 (à Pétange) au Luxembourg.
  - AD 08 est visible au Stoomtrein Maldegem-Eeklo (à Maldegem) en Belgique.
  - AD 09 est visible au CFV3V (à Mariembourg) en Belgique.

Elles sont du même type que celle qui desservit, de 1933 à 1969, la gare de Wassy (actuelle ligne des Chemins de Fer de Blaise-et-Der, en Champagne).
Cette locomotive qui portait le numéro 81 était la propriété des Chemins de Fer Secondaires (CFS). Elle avait été livrée en 1932 au réseau CFS-NE de Soissons, avant d'être transférée sur la ligne Saint-Dizier - Wassy en 1933, et elle termina sa carrière, après 1969 sur la ligne Robert-Espagne - Haironville, également exploitée par son propriétaire d'alors, les CFTA (Source : Association des Amis de la Gare de Wassy F-52130).
- FCE no 14 : Locomotive de type 030T de 22 t, construite par les Ateliers de la Meuse à Liège en 1910, arrivée en 1913 en chemin de fer italienne Ferrovia Alifana; en 1926 est vendue a la Ferrovia Circumetnea (Catane) : visible sur la gare Catane-Borgo

### Présentation par numéros de construction
- 020T à voie de 60 - 1900 - Numéro de série 1631 - locomotive de constructions #11 chez Estrada de Ferro Central do Brasil (Estrada de Ferro Central do Brasil|CB) - préservée au Museu do Trem do Engenho de Dentro au Rio de Janeiro, RJ (Brésil).
- 020T à voie métrique - 1908 - Numéro de série 1812 - initialement chez la Société de Construction du Port de Bahia S.A., après #5 locomotive industrielle chez la Companhia Paraíba de Cimento Portland - en récupération chez LP Assessoria Industrial à Votorantim, SP (Brésil).
- 030T à Voie normale - 1903 - Numéro de série 1828 - utilisée par les mines d'Auchel (Pas-de-Calais) de 1903 à 1957, puis au CENPA (Papeterie de Bègles) - préservée à l'écomusée de la Grande Lande à Marquèze.
- 030 à voie métrique - 1905 - Numéro de série 1971 - initialement chez Estrada de Ferro do Paraná (EFP), après chez Estrada de Ferro São Paulo - Rio Grande (SPRG), en 1935 devenue #101 chez Rede de Viação Paraná - Santa Catarina (RVPSC)- exhibée sans son tender en place publique (Praça Tomi Nakagawa) à Londrina, PR (Brésil).
- 030 à voie métrique - 1905 - Numéro de série 1972 - initialement chez Estrada de Ferro do Paraná (EFP), après chez Estrada de Ferro São Paulo - Rio Grande (SPRG), en 1935 devenue #102 chez Rede de Viação Paraná - Santa Catarina (RVPSC); une des rares locomotives à vapeur échappées de la désactivation du vapeur en Brésil par Rede Ferroviária Federal (RFFSA) en 1958 - opérations touristiques par l'association de préservation Associação Brasileira de Preservação Ferroviária (ABPF) à Piratuba, SC (Brésil).
- 030T à voie métrique - 1909 - Numéro de série 2215 - #21 chez l'administration du port du Rio Grande, RS (Brésil) où elle se trouve au musée du port ; possiblement désactivée avant 1912 (voir numéro de série 2403).
- 030T à voie métrique - 1909 - Numéro de série 2216 - initialement chez l'administration du port du Rio Grande, RS, possiblement numérée #22, et après chez Estrada de Ferro Carlos Barbosa - Alfredo Chaves (CBAC), d'où elle devenait #6 chez Viação Férrea do Rio Grande do Sul (VFRGS); exhibée en place publique (Largo Evandro Behr) à Santa Maria, RS (Brésil).
- 030T à voie métrique - 1909 - Numéro de série 2217 - initialement chez l'administration du port du Rio Grande, RS, possiblement numérée #23, et après chez Estrada de Ferro Carlos Barbosa - Alfredo Chaves (CBAC), d'où elle devenait #32 chez Viação Férrea do Rio Grande do Sul (VFRGS) ; exhibée à la gare de Canela, RS (Brésil).
- 030T à voie métrique - 1909 - Numéro de série 2218 - initialement chez l'administration du port du Rio Grande, RS, possiblement numérée #24, et après chez Estrada de Ferro Carlos Barbosa - Alfredo Chaves (CBAC), d'où elle devenait #8 chez Viação Férrea do Rio Grande do Sul (VFRGS); elle se trouve au dépôt de la gare du Rio Grande, RS (Brésil).
- 030T à voie étroite (950 mm) - 1911 - Numéro de série 2224 préservée en Italie.
- 030T à voie métrique - 1911 - Numéro de série 2330 - #15 chez l'administration du port du Rio Grande, RS; elle se trouve au dépôt de la gare du Rio Grande, RS (Brésil).
- 020T à voie métrique -1911- Numéro de série 2395 - initialement chez l'administration du port du Rio Grande, RS, mais son histoire après est suffisamment méconnue ; elle est exhibée au Centro Administrativo Leopoldo Petry à Novo Hamburgo, RS (Brésil).
- 030T à voie métrique - 1912 - Numéro de série 2402 - #19 chez l'administration du port du Rio Grande, RS ; elle se trouve au dépôt de la gare du Rio Grande, RS (Brésil).
- 030T à voie métrique - 1912 - Numéro de série 2403 - #21 chez l'administration du port du Rio Grande, RS ; elle se trouve à Capão do Leão, RS (Brésil).
- 030T à voie normale - 1914 - Numéro de série 2658 - construite pour la Compagnie des chemins de fer secondaires du Nord-Est[3] - préservée par le Train Thur Doller Alsace (France).
- 020 à  voie de 60 - 1922 - Numéro de série 2828 - possiblement sans numération chez une usine à São José dos Pinhais, PR ; de là elle est venue à la ferme de la famille Riesemberg en União da Vitória, PR (Brésil), où elle se trouve aujourd'hui.
- 020T à voie normale - 1924 - Numéro de série 3107 - Ex-usine de Bouchain (Nord) - préservée au Train touristique de Guîtres à Marcenais (France).
- 030T à voie normale - 1929 - Numéro de série 3252 - Ex-société l'Azote néerlandais (Pays-Bas) - préservée au Museumstoomtram Hoorn-Medemblik (Pays-Bas).
- 030T à voie normale - 1928 - Numéro de série 3292 - #16 au Oranje Nassaumijnen à Heerlen - préservée au Stoomtrein Goes Borsele (Pays-Bas).
- 130T à voie de 60 - 1938 - Numéro de série 3931 - Ex-sucrerie de Maizy (Aisne) - préservée au musée des transports de Pithiviers (France).
- 130T à voie de 60 - 1938 - Numéro de série 3932 - Ex-sucrerie de Maizy (Aisne) - préservée au chemin de fer de la vallée de l'Ouche (France).

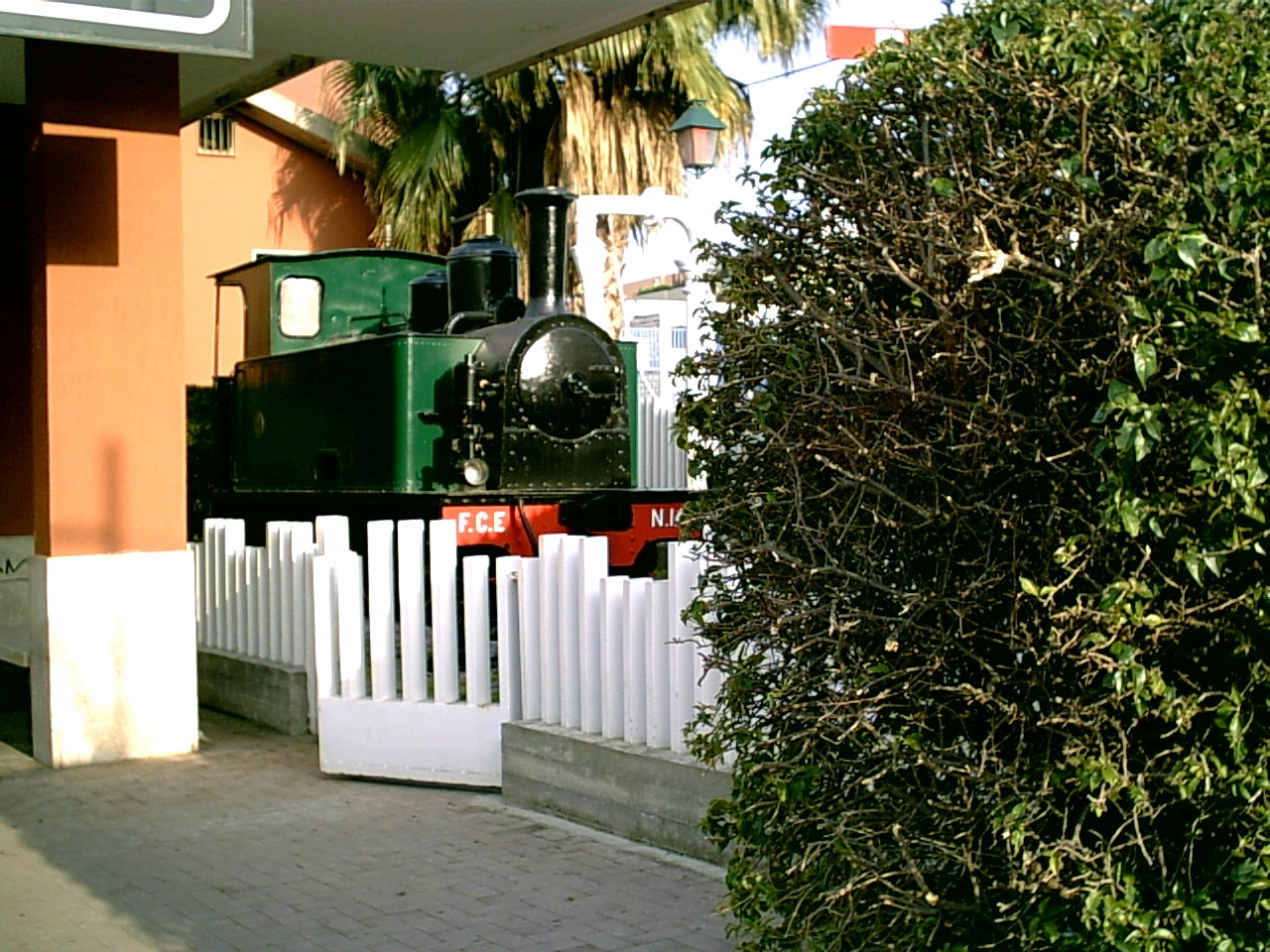
Locomotive de 1911 (2224) des Ferrovia Circum Etna préservée en Italie.
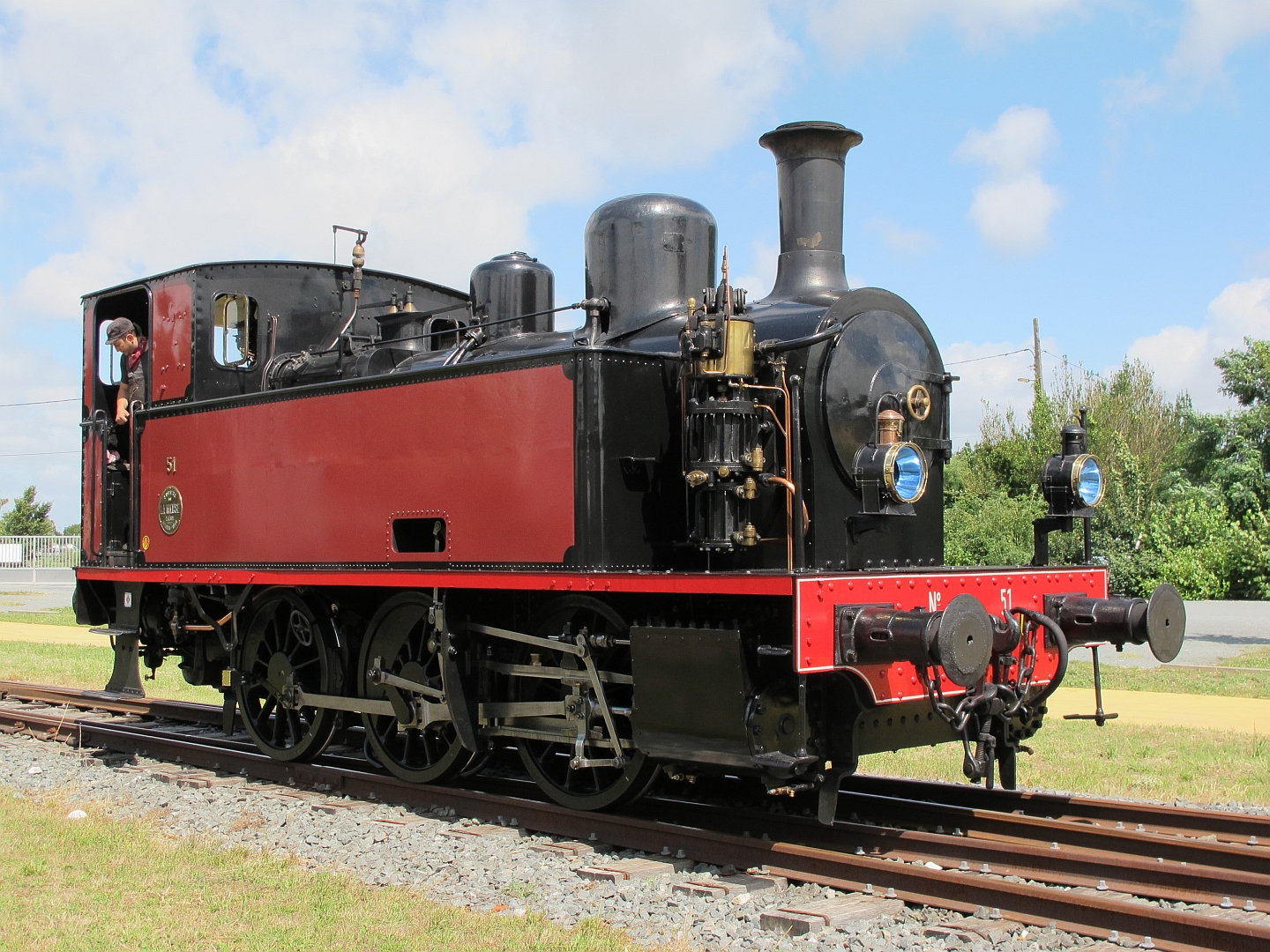
La 030T (2658) no 51 du Train Thur Doller Alsace (France).
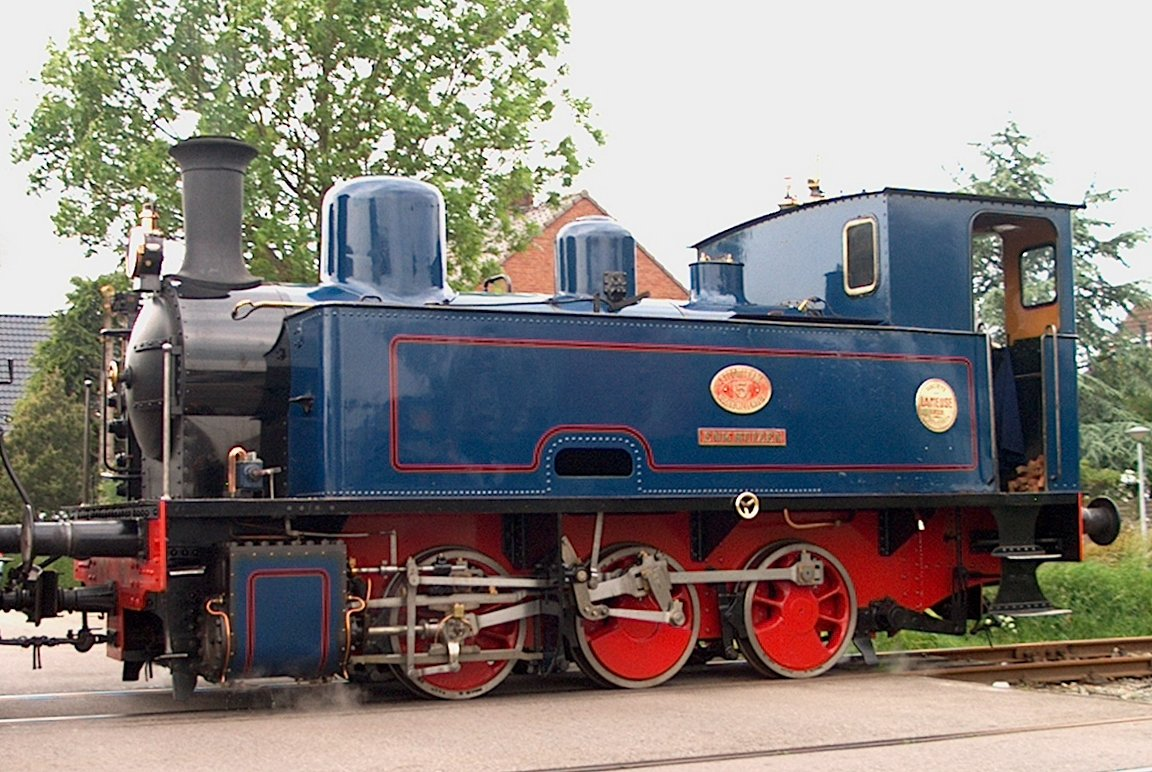
La 030T no 5 de 1929 (3252) du Museumstoomtram Hoorn-Medemblik (Pays-Bas).
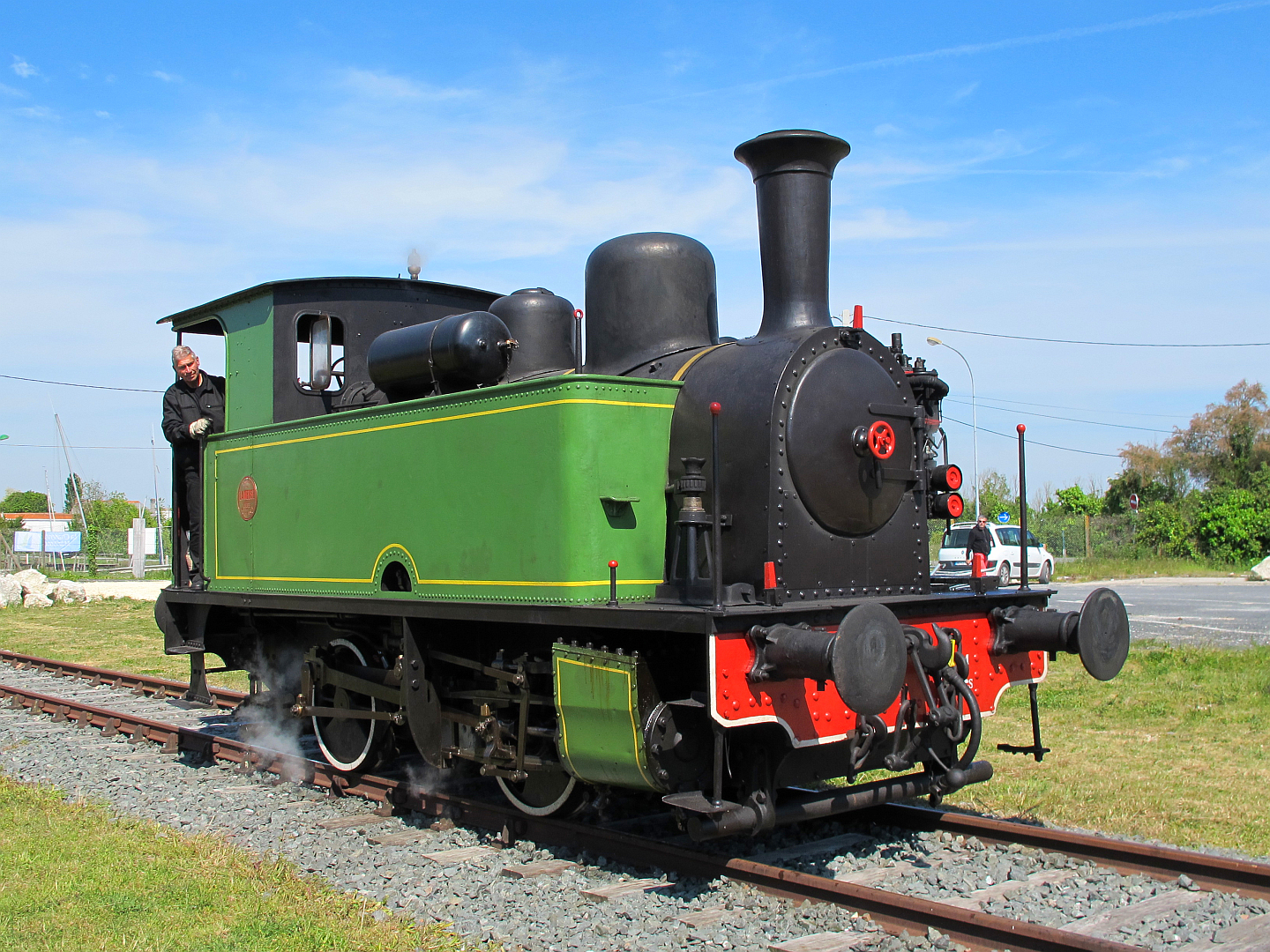
La 020T de 1924 (3907) du Train touristique de Guîtres à Marcenais (France).
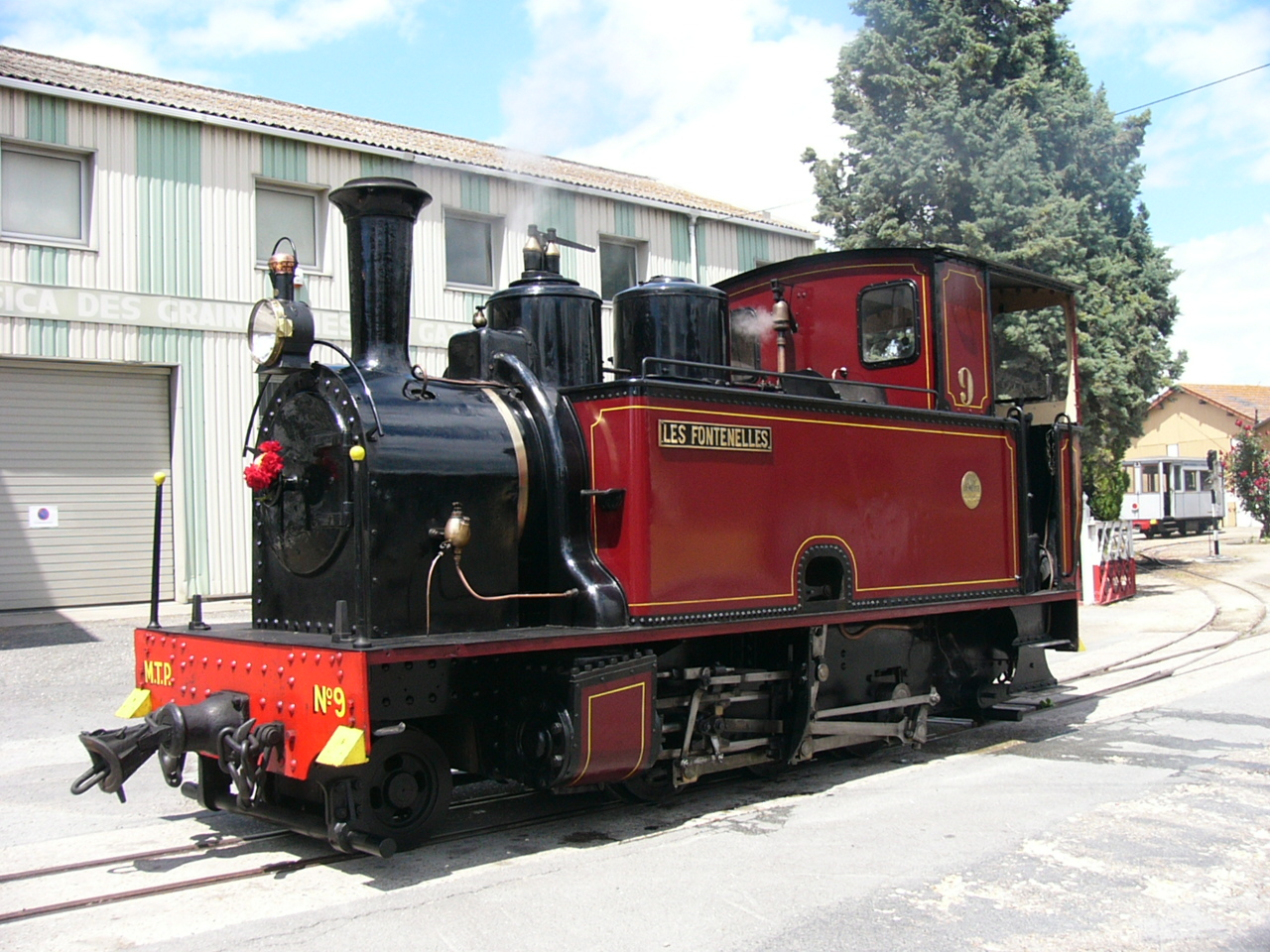
La Meuse 130T no 9 (3932) du Musée des transports de Pithiviers (France).
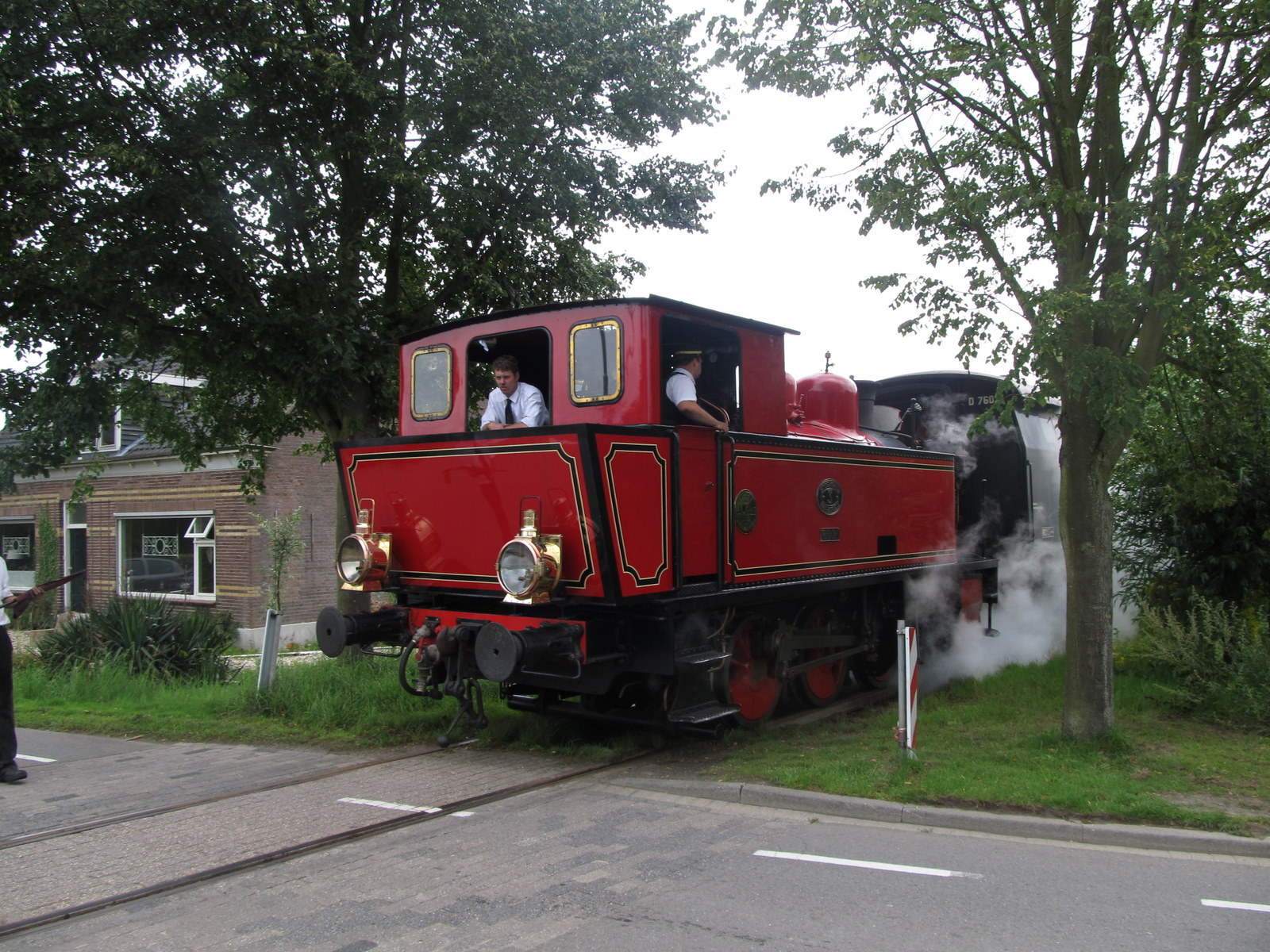
La 030T (3292) no 3 du Stoomtrein Goes-Borsele (Pays-Bas).

## Catalogues
- Album de Locomotives fabriquées par la Société Anonyme des Ateliers de Construction de La Meuse. Liège, Belgique. Administrateur-Directeur-Gérant F. Timmermans, ingénieur. Édition 1905.